# ヘムスバッハ
ヘムスバッハ (ドイツ語: Hemsbach) はドイツ連邦共和国バーデン＝ヴュルテンベルク州ライン＝ネッカー郡に属す市。

## 地理
ヘムスバッハは、ベルクシュトラーセ沿いの標高85mから340m、オーデンヴァルトとオーバーライン地溝帯の間の斜面上に位置し、1951年からは暗渠となっている同名の川に面している。
市域は、北はラウデンバッハ、東はヘッセン州のヘッペンハイム、メアレンバッハ、ビルケナウ、南はヴァインハイム、西は再びヘッセン州のフィールンハイム、ラムペルトハイム、ロルシュと境を接する。
ヘムスバッハの市域は東西方向に長く延びる形で1286ha強の面積を持つ。そのうち25.7%が住宅・交通用地、48.5%が農業用地、22.8%が森である。

### 自治体の構成
ヘムスバッハ市には、ヘムスバッハの他、小集落のバルツェンバッハ、ヴェシュニッツ入植地、ミュールヴェグ沿いの村（ユダヤ人墓地）、シャフホーフ城とその農場（ヴァルトナーホーフ）、ヴァルツェンホーフが含まれる。

## 歴史
ヘムスバッハは、795年のロルシュ文書にHemmingisbachとして初めて記録されている。その後、この村はロルシュ修道院に属した。
1232年にこの修道院が廃止された後、この村は長らくプファルツ選帝侯とマインツ大司教の紛争の元となった。1344年の仲裁判断に基づき、ヘムスバッハ、ラウデンバッハ、ズルツバッハがプファルツ選帝侯に与えられた。1410年の領土分割でこの村はプファルツ＝モースバッハ公に分与された。1449年にモースバッハ公オットーは、権利の大部分をヴォルムス司教本部に質入れした。1499年にプファルツ＝モースバッハ家が断絶すると関税権はプファルツ選帝侯に返還されたが、選帝侯は土地所有高権も要求した。論争の詳細は明らかでない。ヘムスバッハは、最終的に1705年にヴォルムス司教との交換条約によりプファルツ選帝侯領となった。
プファルツ選帝侯の断絶により、1803年、ヘムスバッハはバーデン領となり、アムト・ヴァインハイムに組み込まれた。1811年5月1日にヘムスバッハ近郊のベルクシュトラーセで2人のスイス商人を乗せた郵便馬車がヘルツァーリップスとその仲間に襲撃された。1812年にヘムスバッハ南部に位置するズルツバッハ入植地が分離され、独立した。
1849年にドイツに革命が起こった際には、ヘッセン軍とバーデンの暴徒がヘムスバッハ近郊で遭遇し、深刻な戦闘が行われた。ヘムスバッハの駅舎の外壁に現在も残る砲弾がこの戦闘を思い起こさせる。

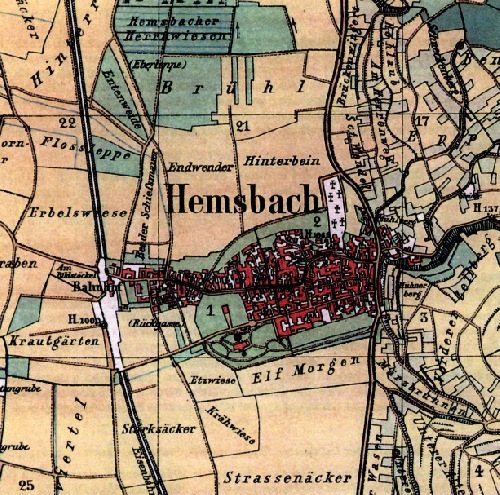
1890年のヘムスバッハ付近の地図

政治的には、ドイツ帝国が創設された1871年から国民自由党が最有力政党であったが、1907年にSPDにその地位を逐われた。ヴァイマル共和政下でもSPDはその地位を保った。しかし1933年の帝国議会選挙では、NSDAPが30%、KPDが21%の票を獲得した。
ナチス時代のユダヤ人迫害により、1933年にヘムスバッハに54人住んでいたユダヤ人のうち、少なくとも15人が1945年までに命を奪われた。
1979年にヘムスバッハは「都市」の称号を与えられた。1983年に、ヘムスバッハの市区であったレンホーフ・アン・ヒュッテンフェルトは、ヘッセン州ラムパートハイムの市区に編入された。
| 年   | 1496 | 1777  | 1818  | 1852  | 1905  | 1939  | 1950  | 1961  | 1967  | 1970  | 1991   | 1995   | 2005   | 2010   | 2015   |
| ---- | ---- | ----- | ----- | ----- | ----- | ----- | ----- | ----- | ----- | ----- | ------ | ------ | ------ | ------ | ------ |
| 人口 | 320  | 1.319 | 1.508 | 1.701 | 2.255 | 3.039 | 4.238 | 4.786 | 7.252 | 9.677 | 12.725 | 12.689 | 12.400 | 12.290 | 12.050 |

### 宗教

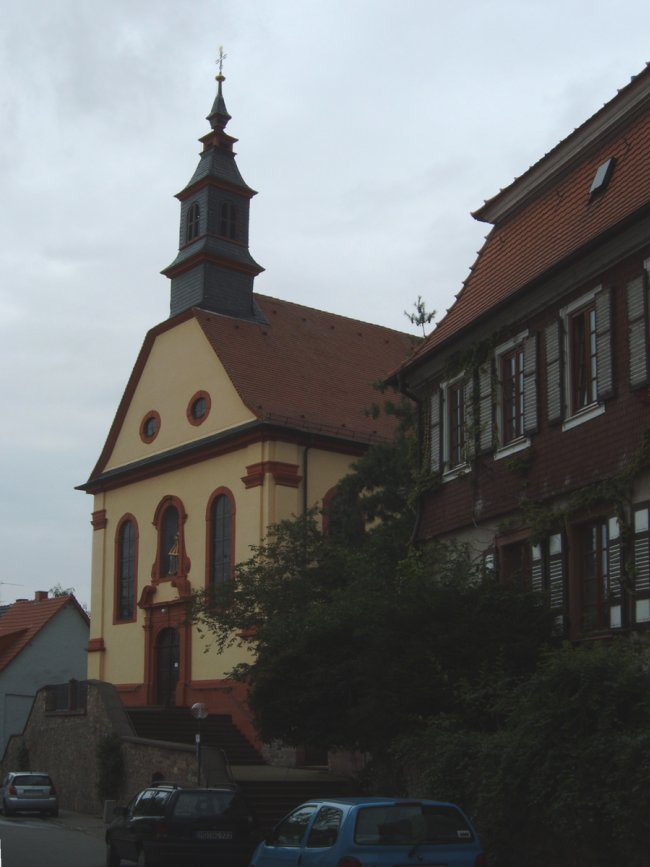
聖ラウレンティウス教会

宗教改革の時代、他のプファルツ侯領全域と同じくヘムスバッハは改革派教会の信仰に帰依した。1653年には、カトリックも再び認められ、当時唯一の教会であった聖ラウレンティウス教会は両宗派の共同教会として用いられた。プファルツ選帝侯領での共同使用はその後すぐに撤廃されたのだが、ヘムスバッハでは1936年に新しくプロテスタント教会が建設されるまで、共同使用されていた。
17世紀からユダヤ教信者の家族がいたことが証明されている。彼らは、最終的にシナゴーグとユダヤ人墓地を造った。
ヘムスバッハには、福音派自由教会（バプテスト教会）、Evangelische Bonhoeffer-Gemeindezentrum、ルター派教会、カトリックの聖ラウレンティウス司祭区、新使徒派教会が存在している。

## 行政

### 市議会
ヘムスバッハの市議会は22人の議員からなる。

### 紋章
図柄: 銀地に黒い「肩くびき」（天秤棒の一種）。その上下に一つずつ、緑の萼を持つ赤いバラ。このデザインは1490年の裁判印に由来する。ヘムスバッハは税関所在地というその機能のために、早い時期から印章を有していた町であった。天秤棒は古くからヘムスバッハの象徴であった。バラの意味は定かではなく、おそらく単なる装飾であろうと考えられている。

### 友好都市
- Bray-sur-Seine （フランス、セーヌ＝エ＝マルヌ県）1972年
- ウェアハム （イギリス、ドーセット州）1986年
- ミュヒェルン （ドイツ、ザクセン＝アンハルト州）1990年

## 文化と見所

### 建築
聖ラウレンティウス教会は18世紀半ばに建設され、1808年に両軸方向に拡張がなされた。バロック様式の漆喰壁の建築で隅には付柱が見られる。ロマンシュ地方風の屋根を持つ教会塔は多角形の内陣と長堂のつなぎ目の西側に建っている。南側のファサードには、聖ラウレンティウスを祀った小さな半円アーチが見られる。台形の切り妻は屋根の上の小塔につながっている。

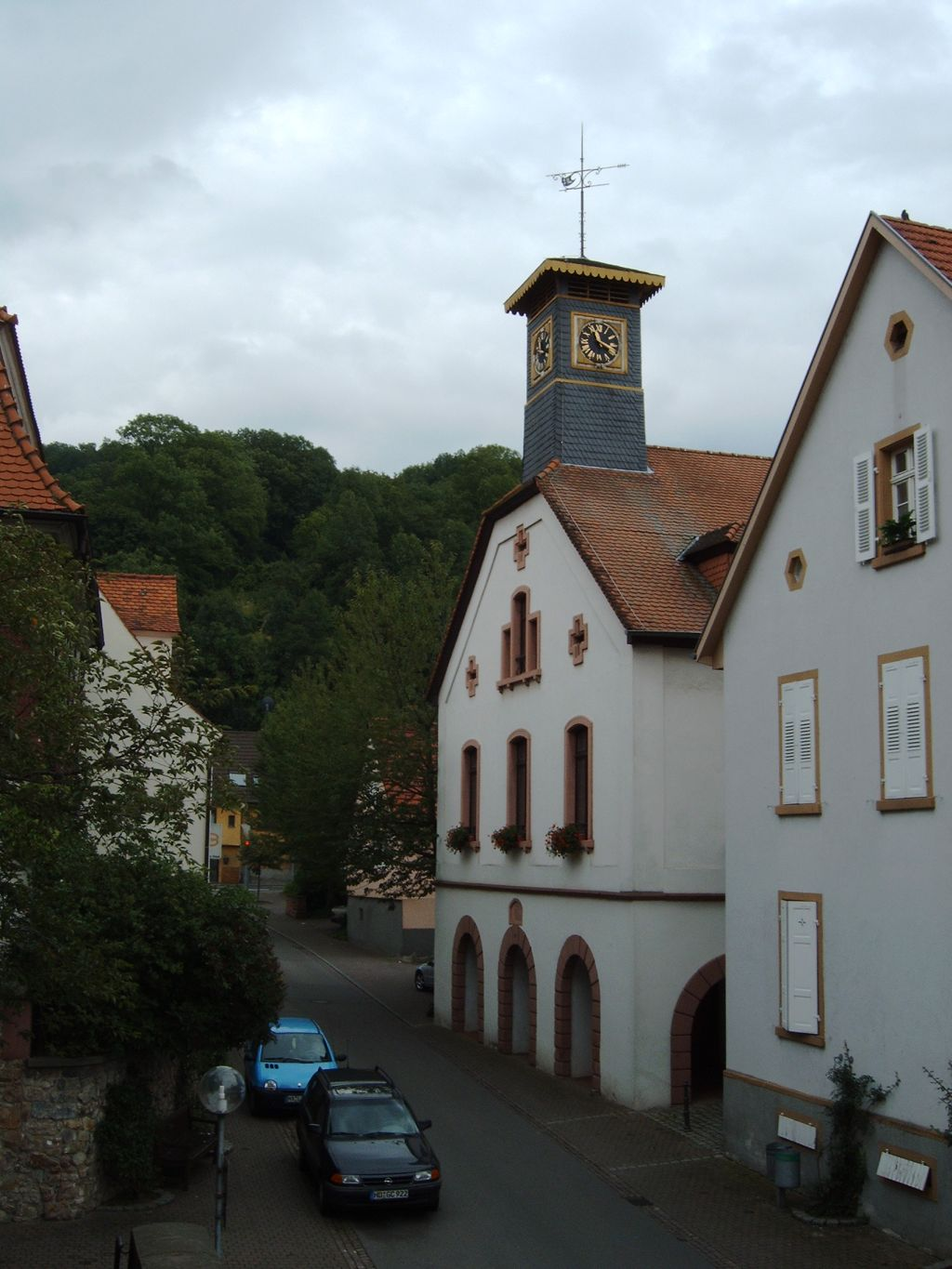
旧役所

旧役所は1698年に建設された建物で、1階ホールは1618年にはすでに造られていた。上階は1852年の火事の後で建て直されたものである。3階建ての漆喰建築で、開放型の1階ホールは3つの円形アーチ型の開口部が通りに向かって開いている。小塔が切り妻の上に設けられており、南西角に四角い塔状の増築部が見られる。
新しい城館の本館は、プファルツ選帝侯の狩猟官であったベーゼンが1764年に建設した建物に由来する。1839年にカール・マイヤー・フォン・ロートシルトがこの建物を買い取り、拡張工事を行った。1925年にヘムスバッハ市がこれを購入し、市役所として利用されている。

### レクリエーション
プログラム映画館（商業ベースに乗らない映画を上映する映画館）ブレンネッセルは、その卓越した年間上映プログラムにより何度も表彰されている。近郊の保養地としては、20haの敷地面積を持つヴィーゼンゼー屋外プールがある。多くのサークルやスポーツ施設がこの街の余暇を充実したものにしている。
ヘムバッハの教会祭は、市の外でも有名である。この教会祭は毎年8月の第1日曜日に開催され、自家醸造ワインを飲ませる酒場で広く知られている。
ワインと花の祭り（4月末から5月初め）は、ワイン街として、あるいはベルクシュトラーセ沿いの観光の町としてヘムスバッハの重要性を感じられる祭りである。

## 経済と社会資本
ヘムスバッハの交通の便は、ほぼ理想的と言って良い。この街を貫くアウトバーンA5号線は市内にインターチェンジを有している。ローマ時代から重要な交通路であったベルクシュトラーセと重なる連邦道B3号線も、この街を通過している。
フランクフルト・アム・マインとハイデルベルクとを結ぶマイン＝ネッカー鉄道もこの街を通過する。近郊列車が、この街の駅に停車し、マンハイム中央、ハイデルベルク、ダルムシュタット、フランクフルトへ発着する。バス路線はラウデンバッハとヴァインハイムへの路線が運行されている。ヘムスバッハは、ライン＝ネッカー交通連盟のサービス提供地域である。
最寄りの空港は、マンハイム＝シティー空港 (20km)、およびフランクフルト空港 (65km)である。

### 教育
ヘムスバッハには、3つの基礎課程学校、1つの職業実科学校を併設した本課程学校、実業学校が1校と、ベルクシュトラーセン・ギムナジウムがある。実業学校とギムナジウムは同じ校舎を共有している。本課程学校は、その近くに位置している。この3校からなる教育センターには、近隣の3市町村、ヘムスバッハ、ラウデンバッハ、ヴァインハイム市ズルツバッハ区から生徒が通っている。バーデン・ベルクシュトラーセ市民大学はヘムスバッハに分校を有している。カトリック教会は公共の図書館を運営している。

## 人物

### 出身者
- ハンス・ヘルヴィヒ（1881年 – 1952年）NSDAPの帝国議会議員、SS准将、ザクセンハウゼン強制収容所司令官

### ゆかりの人物
- ダーヴィト・パロイス（1548年 – 1622年）改革派神学者。1573年から1577年にヘムスバッハの牧師を務めた。
- ラインハルト・ヴォルフ（1589年 – 1637年）1613年からヘムスバッハの牧師を務めた。1613年にラウデンバッハの牧師アントン・プレトリウスに弔辞を捧げた。

## 引用
1. ↑  Statistisches Landesamt Baden-Württemberg – Bevölkerung nach Nationalität und Geschlecht am 31. Dezember 2023 (CSV-Datei)
2. ↑  バーデン＝ヴュルテンベルク州統計局、2004年12月31日現在
3. ↑  Das Land Baden-Württemberg. Amtliche Beschreibung nach Kreisen und Gemeinden. Band V: Regierungsbezirk Karlsruhe Kohlhammer, Stuttgart 1976, ISBN 3-17-002542-2. S. 365–366
4. ↑   Kreisbeschreibung. 3. p. 517、1967年までの人口は州統計局のデータで、レンホーフを含み、ズルツバッハを含まない。